# Sune Berg Hansen
Pour les articles homonymes, voir Hansen.
Sune Berg Hansen est un joueur d'échecs danois né le 2 avril 1971 à Gentofte. Grand maître international depuis 1998, il a remporté sept fois le championnat du Danemark (en 2002, 2005, 2006, 2007, 2009, 2012 et 2015).
Au 1er août 2016, il est le numéro deux danois avec un classement Elo de 2 597.
Il a représenté le Danemark lors de sept olympiades entre 1994 et 2012.
Lors du Championnat du monde de la Fédération internationale des échecs 2000, il fut éliminé au premier tour par Andreï Kharlov.
Dans la coupe Politiken organisée lors du festival d'échecs de Copenhague, il fut troisième ex æquo en 2004, deuxième ex æquo en 2005.
En 2015, il finit premier ex æquo de la coupe Politiken de Copenhague (neuvième au départage).